# Thiamintransporter 1
Der Thiamintransporter 1 (TC1, ThTr1) ist dasjenige Protein in der Zellmembran von Zellen in allen Eukaryoten, das die Einschleusung von Thiamin (Vitamin B1) in die Zelle ermöglicht. Es ist ein Transportprotein, das hochspezifisch ist, also nur Thiamin transportiert. Im Menschen ist TC1 in allen Gewebetypen zu finden, besonders viel TC1 aber haben Skelett- und Herzmuskelzellen. TC1 wird vom SLC19A2-Gen codiert. Mutationen in diesem Gen können zu Mangel an TC1 führen, und dieser zu einer Form der megaloblastären Anämie (Rogers-Syndrom).
Das katalysierte Transportgleichgewicht lautet:
Thiamin (außen) + nH+ (innen)  {\displaystyle \rightleftharpoons }  Thiamin (innen) + nH+ (außen)
Da der Antiport durch die chemiosmotische Kopplung abhängig vom Protonengradienten ΔP ist, ist meist nur eine Richtung des Gleichgewichts, nämlich die nach innen, anzutreffen.
Das TC1-Homologe der Hauskatze (Felis silvestris) ist der Rezeptor für das feline Leukosevirus FeLV-A.